# Sten Holmberg
Sten Gustaf Holmberg, född 31 mars 1929 i Lo i Styrnäs församling i Västernorrlands län, död 14 oktober 1995 i Maria Magdalena församling i Stockholm, var en svensk målare och teckningslärare. 
Holmberg studerade vid Åke Pernbys målarskola i Stockholm 1955–1957 och Högre konstindustriella skolan 1959–1963. Separat har han ställt ut i Stockholm och på ett flertal platser i övriga Sverige och han har medverkat i Liljevalchs vårsalonger och i utställningar med Konstfrämjandet. Bland hans offentliga utsmyckningar märks en ridå i textiltryck för Arvika församlingshem och en mosaik i natursten till Västernorrlands läns landsting. Hans konst består av landskap och interiörer i en lyrisk ton. Holmberg är representerad vid ett flertal statliga och kommunala institutioner i Stockholm.